# Fanlisting
En fanlisting (från engelskans "fan" och "listing") är en liten webbplats som skapas av en fan till ett visst ämne, med målet att få så många medlemmar som möjligt listade på hemsidan. För att kunna stå med på listan måste man fylla i ett formulär som inkluderar ens namn, e-postadress och land. En del sidor har även extra fält där man kan skriva in till exempel sin webbadress, men dessa måste vara frivilliga alternativ. En fanlisting handlar ofta om ämnen som TV-program, musikgrupper, personer. Att gå med i en fanlisting är alltid gratis och måste vara tillgänglig för vem som helst, därför måste den vara på engelska eller åtminstone ha en engelsk del.

## TFL.org
De flesta som driver en egen fanlisting vill oftast att den ska vara registrerad och acdepterad av TheFanlistings.org (ofta förkortat TFL.org eller bara TFL). För att den ska bli accepterad av TFL måste man ha erfarenhet om HTML, gärna PHP också. En fanlisting blir inte officiell bara för att den har blivit accepterad av TheFanlistings.org.